# Comuna Vitănești, Teleorman
Vitănești este o comună în județul Teleorman, Muntenia, România, formată din satele Purani, Schitu Poienari, Siliștea și Vitănești (reședința).

## Demografie
Componența etnică a comunei Vitănești
     Români (87,4%)
     Alte etnii (0,75%)
     Necunoscută (11,86%)
Componența confesională a comunei Vitănești
     Ortodocși (85,39%)
     Creștini după evanghelie (1,65%)
     Alte religii (0,87%)
     Necunoscută (12,09%)
Conform recensământului efectuat în 2021, populația comunei Vitănești se ridică la 2.539 de locuitori, în scădere față de recensământul anterior din 2011, când fuseseră înregistrați 2.945 de locuitori. Majoritatea locuitorilor sunt români (87,4%), iar pentru 11,86% nu se cunoaște apartenența etnică. Din punct de vedere confesional, majoritatea locuitorilor sunt ortodocși (85,39%), cu o minoritate de creștini după evanghelie (1,65%), iar pentru 12,09% nu se cunoaște apartenența confesională.

## Istorie
La sfârșitul secolului al XIX-lea, comuna nu exista, satul Vitănești, făcând parte din comuna Măgura. La acea vreme, pe teritoriul actual al comunei, în plasa Câlniștea a județului Vlașca, funcționa și comuna Grosu, care avea în structura sa, satele Grosu și Poiana-Grosu, având o populație de 1158 de locuitori. În comună existau o biserică și o școală mixtă frecventată de 31 băieți (dintre care 9 fete).
În 1925, Anuarul Socec consemnează deja desprinderea satului Vitănești de comuna Măgura, formându-se comuna cu același nume, ce făcea la acea vreme, parte din plasa Alexandria a județului Teleorman, având o populație de 860 de locuitori (în satele Găvănești și Vitănești). Comuna Grosu este consemnată în plasa Câlniștea a aceluiași județ, având o populație de 1625 de locuitori. În anul 1931, comunei îi este alipită și satul Cocoșu.

## Politică și administrație
Comuna Vitănești este administrată de un primar și un consiliu local compus din 11 consilieri. Primarul, Gabriel Toader[*], de la Partidul Social Democrat, este în funcție din 1 noiembrie 2024. Începând cu alegerile locale din 2024, consiliul local are următoarea componență pe partide politice:
|  | Partid                    | Consilieri | Componența Consiliului | Componența Consiliului | Componența Consiliului | Componența Consiliului | Componența Consiliului | Componența Consiliului | Componența Consiliului | Componența Consiliului | Componența Consiliului | Componența Consiliului |
|  | ------------------------- | ---------- | ---------------------- | ---------------------- | ---------------------- | ---------------------- | ---------------------- | ---------------------- | ---------------------- | ---------------------- | ---------------------- | ---------------------- |
|  | Partidul Social Democrat  | 10         |                        |                        |                        |                        |                        |                        |                        |                        |                        |                        |
|  | Partidul Național Liberal | 1          |                        |                        |                        |                        |                        |                        |                        |                        |                        |                        |

## Personalități
- Constantin Noica (1909 - 1987), filosof, eseist, publicist și scriitor.